# Ledermanniella keayi
Espèce
Synonymes
- Inversodicraeia keayi G.Taylor[2]
- Inversodicrea keayi G.Taylor[2]
- Ledermaniella keayi (G.Taylor) C.Cusset[2]
- Ledermanniella keayi (G.Taylor) C.Cusset (G.Taylor) C.Cusset (préféré par UICN)[2]

Statut de conservation UICN

 CR B1ab(iii)+2ab(iii) : 
En danger critique
Ledermanniella keayi (G.Taylor) C.Cusset est une espèce de plantes à fleurs du genre Ledermanniella et de la famille des Podostemaceae selon la classification phylogénétique.
Son épithète spécifique rend hommage au botaniste britannique Ronald William John Keay, spécialiste de la flore tropicale.

## Description
Ses feuilles ont jusqu'à 2 mm de long.

## Répartition
Ledermanniella keayi est une plante endémique du Cameroun. La plante est limitée à un seul endroit au Cameroun (autour du Mont Oku), où elle est menacée par la perte et la dégradation de son habitat à cause de la gestion des zones non agricoles et de l'extraction des eaux souterraines. Sa zone d'occupation est très petite car elle se développe dans un habitat très spécifique. Elle est en danger critique d'extinction.